# Thorectes demoflysi
Thorectes demoflysi es una especie de coleóptero de la familia Geotrupidae.

## Distribución geográfica
Habita en Túnez y Libia.